# Uretra esponjosa
A uretra esponjosa (porção cavernosa da uretra, uretra peniana) é a parte mais longa da uretra masculina e está contida no corpo esponjoso do pênis.
Tem cerca de 15 cm de comprimento e estende-se desde a terminação da porção membranosa até ao orifício uretral externo.
Começando abaixo da fáscia inferior do diafragma urogenital, ela passa para frente e para cima em direção à frente da sínfise púbica; e então, na condição flácida do pênis, ela se inclina para baixo e para frente.
É estreita e de tamanho uniforme no corpo do pênis, medindo cerca de 6 mm de diâmetro; dilata-se atrás, dentro do bulbo, e novamente anteriormente dentro da glande, onde forma a fossa navicular da uretra.
A uretra esponjosa corre ao longo do comprimento do pênis na sua superfície ventral (por baixo). Tem cerca de 15 a 16 cm de comprimento e viaja através do corpo esponjoso. Os ductos da glândula uretral (glândula de Littre) entram aqui. As aberturas das glândulas bulbouretrais também são encontradas aqui. Alguns livros didáticos irão subdividir a uretra esponjosa em duas partes, a uretra bulbosa e pendular. O lúmen da uretra corre efetivamente paralelo ao pênis, exceto no ponto mais estreito, o meato uretral externo, onde é vertical. Isso produz um fluxo espiral de urina e tem como efeito de limpar o meato uretral externo. [carece de fontes?] A falta de um mecanismo equivalente na uretra feminina explica em parte porque as infecções do trato urinário ocorrem com muito mais frequência nas mulheres.  [carece de fontes?]

## Epitélio
Pseudoestratificado colunar - proximalmente, Estratificado escamoso - distalmente

## Imagens adicionais

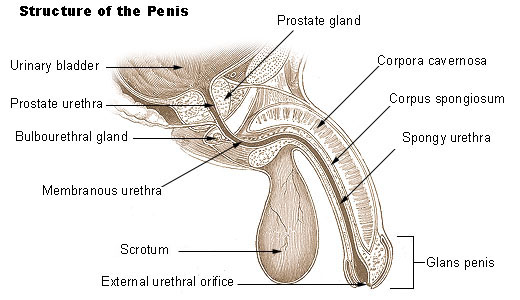
Estrutura do pênis.
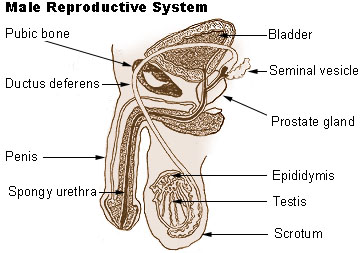
Sistema reprodutor masculino.